# Stenalia araxicola
Stenalia araxicola là một loài bọ cánh cứng trong họ Mordellidae. Loài này được Khnzoryan miêu tả khoa học năm 1957.